# Lessy
Lessy – miejscowość i gmina we Francji, w regionie Grand Est, w departamencie Mozela.
Według danych na rok 1456 gminę zamieszkiwały 763 osoby, a gęstość zaludnienia wynosiła 268 osób/km² (wśród 2335 gmin Lotaryngii Lessy plasuje się na 456. miejscu pod względem liczby ludności, natomiast pod względem powierzchni na miejscu 1187.).